# Costa meno a prender moglie
Costa meno a prender moglie o Tragedie del gran mondo (Cheaper to Marry) è un film muto del 1925 diretto da Robert Z. Leonard. Prodotto dalla Metro-Goldwyn Pictures Corporation, aveva come interpreti Lewis Stone, Conrad Nagel, Paulette Duval, Marguerite De La Motte, Louise Fazenda.
La sceneggiatura di Alice D.G. Miller e l'adattamento di Fanny e Frederic Hatton si basano su Cheaper to Marry, lavoro teatrale di Samuel Shipman che era andato in scena a Broadway il 15 aprile 1924.

## Trama
Dick Tyler, socio minoritario nello studio legale Knight&Tyler, tenta di convincere il socio più anziano, Jim Knight, che è più economico sposarsi piuttosto che scherzare con l'amore. Knight, infatti, è infatuato di Evelyn, a caccia di milionari, una donna esigente e avida che, con le sue pretese irragionevoli sta portando al fallimento la società. Ma Knight non bada a spese per lei, dilapidando tutti i suoi averi per soddisfare i desideri di Evelyn. Messo ormai con le spalle al muro, Knight chiede aiuto alla stessa Evelyn, ma lei rifiuta di dargli qualsiasi appoggio e lui, disperato, si uccide. La moglie di Dick, Doris, riesce a convincere un amico banchiere ad accettare una sua garanzia personale per sostenere la società. Evelyn, dal canto suo, si trova un altro amante da spennare.

## Produzione
Il film fu prodotto dalla Metro-Goldwyn Pictures Corporation. Il lavoro teatrale da cui prende spunto il film, un dramma in tre atti prodotto da Richard Herndon e interpretato da Florence Eldridge nel ruolo di Evelyn e Robert Warwick in quello di Knight, aveva debuttato al 49th Street Theatre di New York, a Broadway, il 15 aprile 1924 restando in scena fino a giugno di quello stesso anno.

## Distribuzione
Il copyright del film, richiesto dalla Metro-Goldwyn Pictures Corp., fu registrato il 9 febbraio 1925 con il numero LP21122.
Distribuito dalla Metro-Goldwyn Pictures Corporation, il film uscì nelle sale cinematografiche statunitensi il 9 febbraio 1925. In Italia, distribuito dalla Goldwyn nel 1926, ottenne il visto di censura numero 2237. Al titolo Costa meno a prender moglie del 1926 venne in seguito (agosto 1931) aggiunto anche il titolo Tragedie del gran mondo.
Non si conoscono copie ancora esistenti della pellicola che viene considerata presumibilmente perduta.